# Psychoda amazonensis
Psychoda amazonensis är en tvåvingeart som beskrevs av Cordeiro 2008. Psychoda amazonensis ingår i släktet Psychoda och familjen fjärilsmyggor. Inga underarter finns listade i Catalogue of Life.